# John Miller (football)
Pour les articles homonymes, voir John Miller et Miller.
John Miller (né en 1870 à Dumbarton – mort en 1933 à Glasgow) était un joueur de football durant la première saison du Liverpool Football Club. Miller était un attaquant, et a marqué 27 buts en 28 matchs en 1892-93, durant sa seule saison jouée à Anfield. Il est l'un des cinq joueurs à avoir marqué cinq buts en un match pour le club. Il joue ensuite pour Sheffield Wednesday et Airdrieonians.

## Palmarès
Clyde FC
- Meilleur buteur du Championnat d'Écosse de football (1) :
  - 1895: 12 buts.